# Fadhil Jalil al-Barwari
Fadhil Jalil al-Barwari (Dahuk, 1966 – Dahuk, 20 settembre 2018) è stato un generale iracheno, è stato a capo dell'ufficio di anti-terrorismo iracheno.

## Biografia
Barwari era di etnia curda ed era nato a Dahuk nel 1966. era entrato nei Peshmerga, un movimento di resistenza curdo che si opponeva al regime ba'thista iracheno, in seguito tale forza divenne la forza armata del Kurdistan iracheno.
Prima di entrare nell'Esercito iracheno nel 2004, avevo militato per tutto il tempo nei Peshmerga. Barwari è entrato nell'Esercito iracheno nel 2004, dopo la deposizione del regime di Saddam Hussein da parte degli Stati Uniti. Ha scalato rapidamente i vertici militari fino a divenire Generale, venendo designato a comandante delle forze per operazioni speciali irachene, addestrate e armate dagli Stati Uniti.
In questa carica, ha diretto le forze speciali irachene nella campagna Anbar del 2014. Nel novembre del 2017, due lavoratori della Dyn Corporation ha testimoniato alla corte federali di Alexandria in Virginia che Barwari avrebbe pagato decine di migliaia di dollari per acquistare una proprietà nei dintorni dell'aeroporto di Baghdad, a iniziare dal 2011. Barwari è morto il 20 settembre 2018 a causa di un attacco di cuore.